# Teijo Finneman
Teijo Finneman, né le 9 septembre 1944, à Helsinki, en Finlande, est un ancien joueur finlandais de basket-ball.